# Justin Rohrwasser
Justin Rohrwasser (Clifton Park, Nueva York, Estados Unidos; 7 de diciembre de 1996) es un jugador profesional de fútbol americano. Juega en la posición de kicker y actualmente es agente libre.

## Carrera

### Universidad
Rohrwasser jugó a nivel universitario dos años en la Universidad de Rhode Island antes de ser transferido a la Universidad Marshall.

### NFL

#### New England Patriots
Rohrwasser fue seleccionado por los New England Patriots en la quinta ronda del Draft de la NFL de 2020, convirtiénose así en el reemplazo de Stephen Gostkowski. Sin embargo, los Patriots ficharon en verano a Nick Folk y Rohrwasser fue cortado poco antes del inicio de la temporada, aunque al día siguiente fue firmado para el equipo de prácticas.  

## Controversia
Rohrwasser llamó la atención de los medios de comunicación por un tatuaje en su brazo izquierdo que consistía en el número tres escrito en numeración romana rodeado de trece estrellas, el logo de Three Percenters, una milicia y grupo paramilitar de extrema derecha defensora del derecho a poseer armas. Poco después de ser drafteado por los Patriots, el jugador afirmó que se lo había hecho durante su adolescencia sin saber que era el emblema de ese grupo y que lo eliminaría de su cuerpo.